# Miss Rondônia 2016
Miss Rondônia 2016 foi a 47ª edição do tradicional concurso de beleza feminino que escolheu a melhor candidata rondoniense para representar seu Estado e sua cultura no Miss Brasil 2016, válido para o Miss Universo. O evento, coordenado pela colunista social mato-grossense Berta Zuleika, contou com a presença de dezesseis candidatas (16) de diversos municípios em busca da coroa que pertencia à porto-velhense Gabriela Rossi, vencedora da edição anterior. A noite final da competição, ocorrida dentro do Porto Velho Shopping  sagrou campeã a representante de Ji-Paraná, Marina Theol Denny.

## Resultados

### Colocações
| Posição                 | Cidade e Candidata |
| Vencedora               | - Ji-Paraná - Mariana Theol |
| 2º. Lugar               | - São Miguel do Guaporé - Odaisa Hammer |
| 3º. Lugar               | - São Francisco do Guaporé - Fernanda Eugênio |
| 4º. Lugar               | - Presidente Médici - Laura Braga |
| 5º. Lugar               | - Alto Paraíso - Danielli Carvalho |
| (TOP 10) Semifinalistas | - Jaci-Paraná - Ana Cláudia Juventino - Jaru - Lizandra Carvalho - Porto Velho - Mariana Monteiro - Pimenta Bueno - Milena Itesquiel - Rolim de Moura - Alexandra Batista |

### Ordem dos Anúncios
| 1. São Francisco do Guaporé 2. Presidente Médici 3. São Miguel do Guaporé 4. Jaci-Paraná 5. Alto Paraíso 6. Rolim de Moura 7. Porto Velho 8. Ji-Paraná 9. Pimenta Bueno 10. Jaru | 1. São Francisco do Guaporé 2. Presidente Médici 3. São Miguel do Guaporé 4. Alto Paraíso 5. Ji-Paraná |  |  |

## Resposta Final
Questionada pela empresária Ely sobre qual sua principal característica, a vencedora respondeu:
| “ | Olá, boa noite jurados, boa noite platéia! Minha principal característica é a determinação e a dedicação, pois eu me esforço por aquilo que eu quero. Boa noite. | ” |

## Candidatas
Disputaram o título este ano:
| - Alto Paraíso - Danielli Carvalho - Ariquemes - Jéssica Mendes - Cacoal - Larissa Andrade - Candeias do Jamari - Nitiele Marcela - Guajará-Mirim - Clícia Rodrigues - Jaci-Paraná - Ana Cláudia Juventino | - Jaru - Lizandra Carvalho - Ji-Paraná - Mariana Theol - Ouro Preto do Oeste - Laís Rebouças - Pimenta Bueno - Milena Itesquiel - Porto Velho - Mariana Monteiro | - Presidente Médici - Laura Braga - São F. do Guaporé - Fernanda Eugênio - São Miguel do Guaporé - Odaisa Hammer - Rolim de Moura - Alexandra Batista - Vilhena - Tainá Cortez |